# Anellozetes translamellatus
Anellozetes translamellatus är en kvalsterart som först beskrevs av Shaldybina 1971.  Anellozetes translamellatus ingår i släktet Anellozetes och familjen Humerobatidae. Inga underarter finns listade i Catalogue of Life.